# Шраменко Микола Іванович
Мико́ла Іванович Шраме́нко (25 травня 1891, м. Черкаси — 14 серпня 1974, м. Дорнштадт, Німеччина) — український військовий, громадсько-політичний діяч, полковник Армії УНР, (генерал-хорунжий ув еміграції).

## Життєпис
Народився у м. Черкаси Київської губернії. На військову службу вступив у 1912 р. Останнє звання у російській армії — штабс-капітан.
В українській армії з 1918 р. З липня 1919 р. — помічник командира 9-ї Залізничної дивізії Дієвої армії УНР. У вересні 1919 р. — т. в. о. командира 2-го (26-го) Залізничного полку Дієвої армії УНР.
22 вересня 1919 р. захворів на тиф. Наприкінці жовтня 1919 р. повернувся на посаду командира 2-го (26-го) Залізничного полку Дієвої армії УНР.
Учасник Першого зимового походу: помічник командира збірної бригади Київської дивізії. В часі Першого зимового походу очолював військові делегації до німецьких колоністів та повстанців. Разом із підполковником Климачем Юрієм Олександровичем під загальною орудою М. Омеляновича-Павленка брав дієву участь у боях під Балтою. За участь у Першому зимовому поході, отримав орден Залізного Хреста та звання підполковника. У другій половині 1920 р. — начальник штабу 10-ї бригади 4-ї Київської стрілецької дивізії Армії УНР.
На чолі 1-ї збірної бригади (складалася з вояків 4-ї Київської стрілецької дивізії) брав участь у Другому зимовому поході 04-19 листопада 1921 р.
Станом на 15 вересня 1922 р — командир 4-го Збірного куреня 4-ї Київської стрілецької дивізії Армії УНР. Був секретарем очолюваної генералом Загродським комісії з вироблення статуту ордена «Залізного Хреста».
На еміграції в 1920-30 роках жив у Польщі. З 1944 оселився у Західній Німеччині.
Голова філії УНО в Бреславі (1941—1944), член і секретар Української Національної Ради, член екзильного уряду УНР (керівник ресорту військових справ). З 1967 по 1974 рр. очолював військове міністерство закордонного уряду УНР.
Тривалий час був заступником голови Союзу українських вояків.
Помер у м. Дорнштадт, похований у Мюнхені (Німеччина).